# Bring Himself Back Alive
Bring Himself Back Alive es un corto de animación estadounidense de 1940, de la serie Animated Antics. Fue producido por los estudios Fleischer y distribuido por Paramount Pictures.

## Argumento
Un engreído cazador, Hyde Skinner, prepara una expedición por la selva portando terribles cepos. Allí se topará con un presuntuoso león.

## Realización
Bring Himself Back Alive es la cuarta entrega de la serie Animated Antics (bufonadas animadas) y fue estrenada el 20 de diciembre de 1940.
Jack Mercer pone voz a los diferentes personajes. El título está basado en el de un libro del cazador Frank Buck, "Bring 'Em Back Alive".